# Daiphanta dissentanea
Daiphanta dissentanea är en fjärilsart som beskrevs av Walker 1860. Daiphanta dissentanea ingår i släktet Daiphanta och familjen mätare. Inga underarter finns listade i Catalogue of Life.